# Вихровий рух

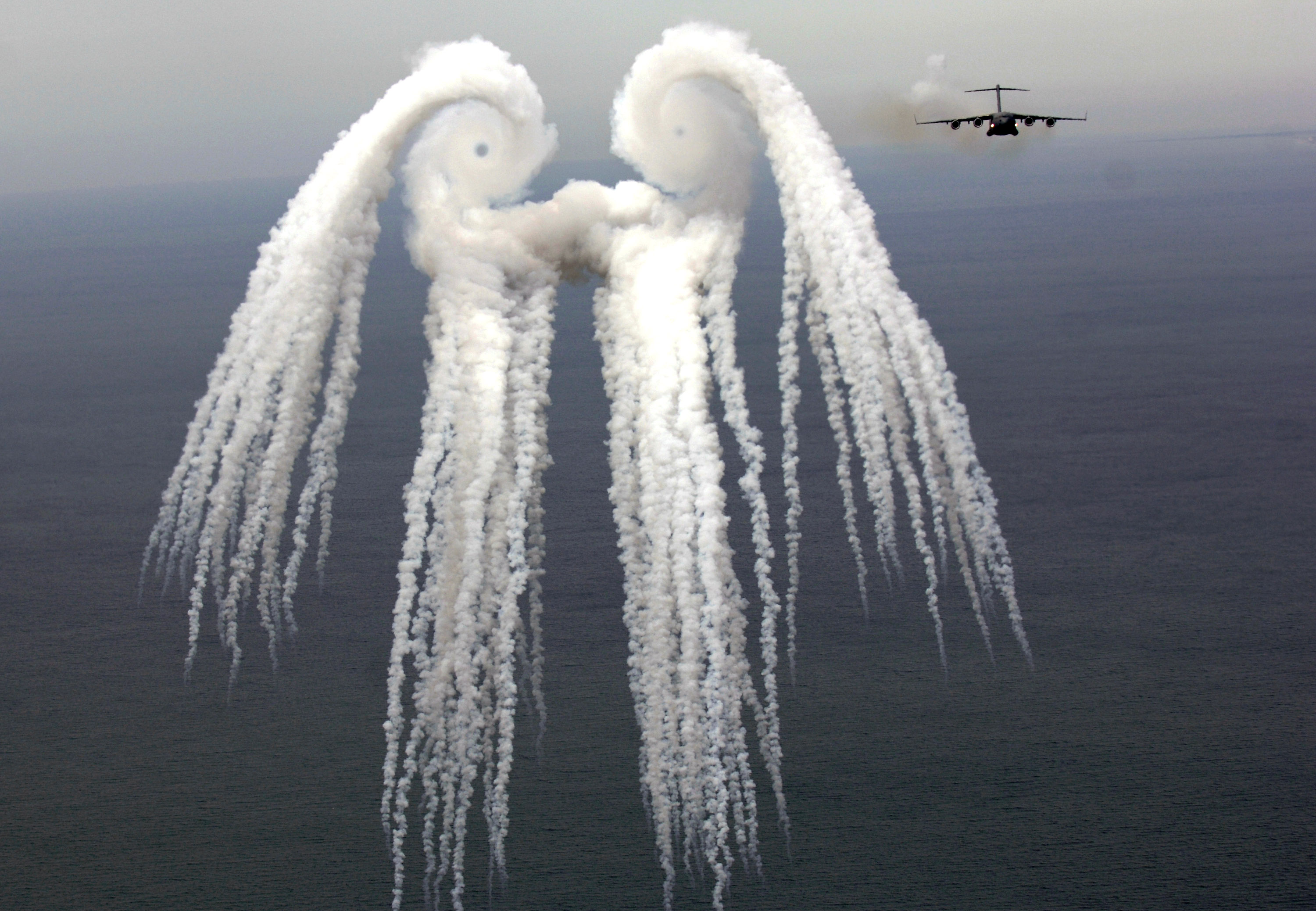
Супутній слід за військово-транспортним літаком C17, залповий відстріл теплових пасток

Вихрови́й рух — рух рідини або газу, при якому миттєва кутова швидкість обертання елементарних об'ємів середовища не дорівнює нулю. Кількісною мірою вихрового руху середовища (завихрення) служить псевдовектор {\displaystyle {\omega =\operatorname {rot} ~v}}, де {\displaystyle \ v} — вектор швидкості рідини; {\displaystyle \omega } називають псевдовектором вихору або просто завихреністю.
Рух за умови {\displaystyle \omega =0} називається безвихровим або потенціальним, у протилежному випадку відбувається вихровий рух.

## Природа вихрового руху
За поодинокими винятками, рух рідини або газу майже завжди є вихровим. Так, вихровою є і ламінарна течія у круглій трубі, коли швидкість розподіляється за параболічним законом, і турбулентна течія, течія у граничному шарі при плавному обтіканні тіла і у сліді за необтічним тілом. Вихровий характер має будь-яка турбулентна течія. В цих умовах виділення класу «вихровий рух» виявляється осмисленим, завдяки тому, що при переважанні сил інерції над силами в'язкості (при дуже великих числах Рейнольдса) типовою є локалізація завихрення у відособлених масах рідини — вихорах або вихрових зонах. Обертання елементарних об'ємів обумовлене тим, що на поверхні стінки через прилипання рідини швидкість її дорівнює нулю, а при віддаленні від стінок швидко зростає, так що швидкості сусідніх шарів різняться. В результаті гальмівного впливу нижнього шару і прискорювального впливу верхнього виникає обертання частинок, тобто відбувається вихровий рух. Прикладами вихрового руху є: вихори повітря атмосфері, що набувають часто величезних розмірів і утворюють смерчі та циклони; водяні вихори, що утворюються позаду опор моста; лійкоподібні вири у воді річки тощо.
У всякій в'язкій рідині діють сили тертя, в результаті яких вихори змінюють свою інтенсивність — поступово згасають. Так як вода і особливо повітря мають малу в'язкість, то в них вихори можуть зберігатися досить довгий період часу; наприклад, смерчі інколи переміщуються на значні відстані. У середовищі, позбавленому в'язкості (ідеальна рідина), вихори не могли б ні з'являтися знову, ні затухати. У середовищах з малою в'язкістю (вода, повітря) вихровий рух виникає в тих частинах течії, де сила в'язкості проявляється у найбільшій мірі, — в шарі поблизу поверхні обтічного тіла, у так званому приграничному шарі, заповненому сильно завихреним середовищем.
Вивчення вихрового руху має велике значення для розрахунку та конструювання крил літаків, повітряних гвинтів, лопаток турбін тощо.

## Характеристики вихрового руху
Кількісно вихровий рух можна охарактеризувати вихором середовища (завихренням) — вектором {\displaystyle \omega } кутової швидкості обертання частинок, який залежить від координат точки у потоці та від часу.
Векторне поле вихору зручно характеризувати певними геометричними образами. Лінія, дотична до якої у кожній точці спрямована по вектору вихору називається вихровою лінією. Відповідно до класичної теореми Гельмгольца, у граничному випадку руху нев'язкої рідини, густина якої є сталою або залежить лише від тиску, у потенціальному силовому полі вихрові лінії є вмороженими у середовище і складаються з одних і тих же частинок рідини тобто є матеріальними лініями.

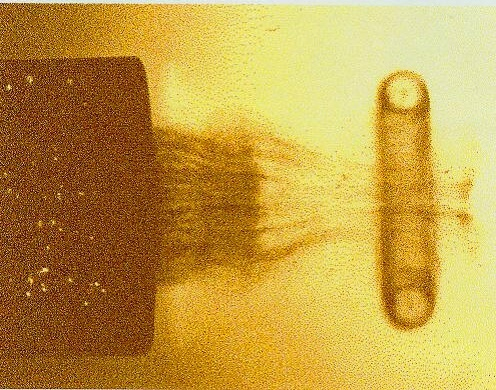
Миттєва фотографія вихрового кільця

Сукупність вихрових ліній, що проходять через замкнуту криву, утворює вихрову трубку. Потік вектора вихору через довільний переріз вихрової трубки є однаковим. Він називається інтенсивністю вихрової трубки і дорівнює циркуляції швидкості {\displaystyle \Gamma =\int _{C}v\,dl} по контуру {\displaystyle C}, що однократно охоплює вихрову трубку. Вихрові трубки при цьому виявляються ніби вмороженими у середовище, а їх інтенсивність зберігається у процесу руху. Зберігається також циркуляція швидкості довільному контуру, що складається з одних і тих же частинок рідини (циркуляційна теорема Кельвіна). Зокрема, якщо при русі область, що охоплюється даним контуром, звужується, то інтенсивність обертового руху всередині нього зростає. Ця особливість є важливим механізмом концентрації завихрення, що реалізується при витіканні рідини з отвору у дні посудини (ванни), при утворенні вирів поблизу низхідних потоків в річках, який обумовлює утворення циклонів і тайфунів у зонах пониженого атмосферного тиску у які відбувається приплив (конвергенція) повітряних мас.
Вихрова трубка у середині рідини не може мати ні початку, ні кінця; вона або може бути замкнутою (вихрове кільце), або повинна мати початок і кінець на границях рідини (наприклад, на поверхні обтічного тіла; на поверхні посудини у яку поміщена рідина; на поверхні землі — для випадку смерчу, на поверхні води або на дні річки — у випадку вихорів у протічній воді тощо).

## Умови виникнення вихорів та їх взаємодія

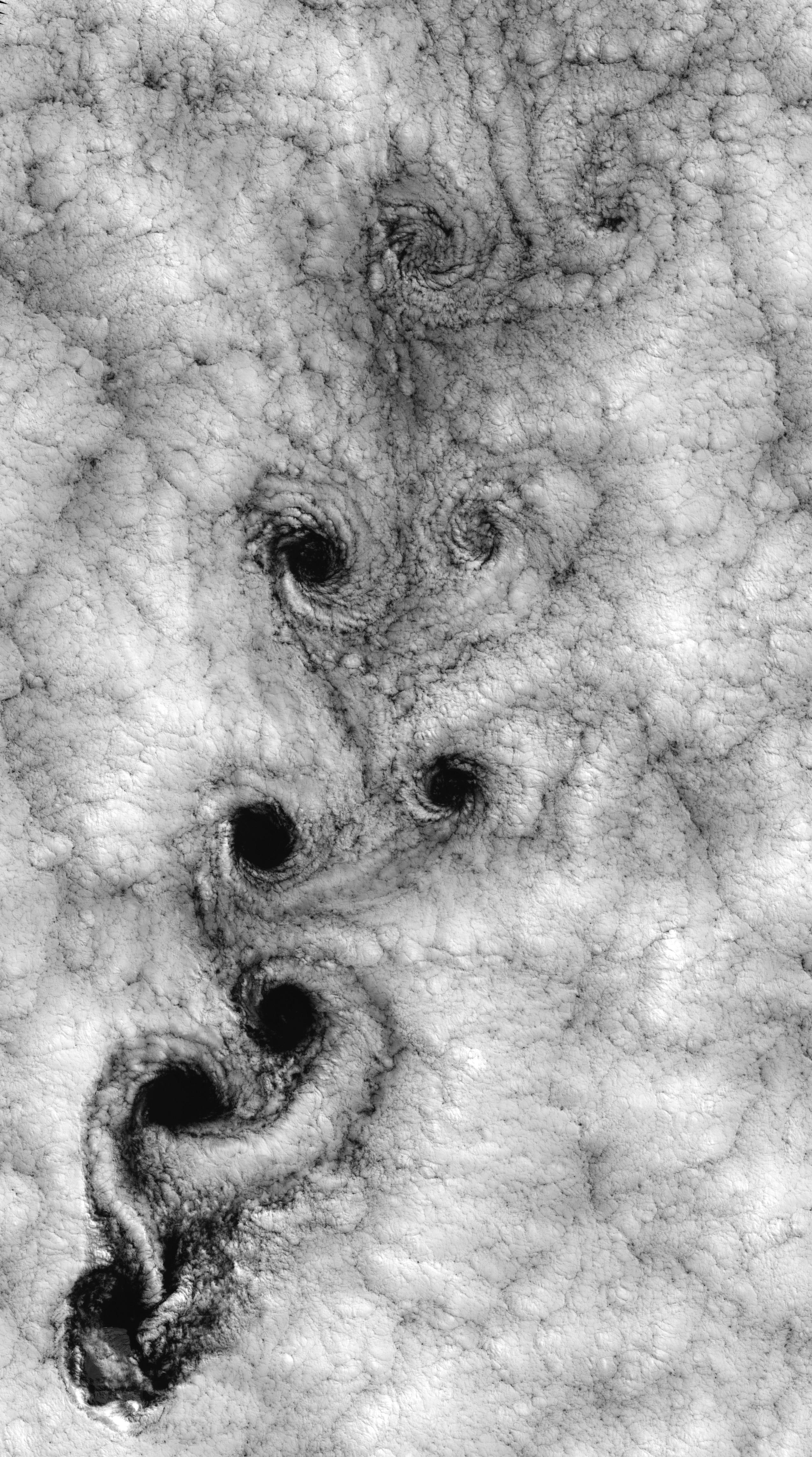
Гігантська вихрова доріжка у хмарах, що утворилась при обтіканні повітряним потоком острова Робінзона Крузо (вид із супутника)

У рідині, яка перебуває у стані спокою або потенціального руху, вихори виникають або через порушення баротропності, наприклад утворення кільцевих вихорів при підйомі нагрітих мас повітря — терміків, або від взаємодії з твердими тілами.
Якщо обтікання тіла відбувається при великих числах {\displaystyle Re}, завихрення зароджується у вузьких зонах — у граничному шарі як прояв в'язких ефектів, а потім зноситься в основний потік, де формуються чітко видимі вихори, які протягом деякого часу еволюціонують та зберігають свою індивідуальність. Особливо ефектно це проявляється в утворенні за тілом, що погано обтікається, регулярної вихрової доріжки Кармана. Вихороутворення у сліді за погано обтічним тілом зумовлює основну частину аеродинамічного опору тіла, а утворення вихорів біля країв крил літальних апаратів викликає додатковий індуктивний опір.
При аналізі динамічних вихорів та їх взаємодії із зовнішнім безвихровим потоком часто використовується модель зосереджених вихорів — вихрових ниток у вигляді вихрових трубок крихітної інтенсивності, але нескінченно малого діаметра. Поблизу вихрової нитки рідина рухається відносно неї по колах, причому швидкість є обернено пропорційною до відстані від нитки, {\displaystyle v={\frac {\Gamma }{2\pi r}}}. Якщо вісь нитки є прямолінійною, цей вираз буде вірним для будь-якої відстані від нитки (потенціальний вихор). У перерізі нормальної площини ця течія відповідає точковому вихору. Система точкових вихорів є консервативною динамічною системою з кінцевим числом ступенів вільності, багато в чому аналогічною системі взаємодіючих частинок. Як завгодно мале збурення спочатку прямолінійних вихрових ниток призводить до їх викривлення з нескінченними швидкостями. Тому в розрахунках їх замінюють вихровими трубками кінцевого завихрення. Вузька область завихрення, що розділяє дві протяжні області безвихрового руху, моделюється пеленою — поверхнею, покритою вихровими нитками нескінченно малої інтенсивності, так, що сумарна їхня інтенсивність на одиницю довжини по нормалі до них уздовж поверхні є постійною. Вихрова поверхня являє собою поверхню розриву дотичних компонент швидкості. Вона є нестійкою до малих збурень.
У в'язкій рідині відбувається вирівнювання — дифузія локалізованих завихрень, причому роль коефіцієнта дифузії відіграє кінематична в'язкість рідини {\displaystyle \nu \ }. При цьому еволюція завихрення описується рівнянням вихору
{\displaystyle {\frac {\partial \omega }{\partial t}}=\operatorname {rot} (v\,\omega )+\nu \triangledown ^{2}\omega ,}
або
{\displaystyle {\frac {d\omega }{dt}}=(\omega \nabla )v+\nu \triangledown ^{2}\omega ,}
Тобто бистрота зміни вектора {\displaystyle \omega } визначається похідною вектора {\displaystyle v\ } по напрямку {\displaystyle \omega }.
При великих числах {\displaystyle Re} рух турбулізується, і дифузія завихрень визначається набагато більшим коефіцієнтом ефективної турбулентної в'язкості, що не є константою для рідини і має складну залежність від характеру руху.
Присутність у рідині вихорів викликає появу в ній додаткових швидкостей. При наявності в рідині системи вихорів вони роблять вплив на рух один одного. Так, наприклад, два вихори рівної за величиною і протилежної за знаком інтенсивності надають один одному рівні за величиною і однаково спрямовані швидкості тобто рухаються поступально; два вихори, що мають однакові за абсолютною величиною і знаком інтенсивності, обертаються навколо осі, що проходить через середину відстаней між ними.
Якщо два вихрових кільця мають спільну вісь і однаковий напрямок обертання, то переднє кільце внаслідок швидкостей, що надається заднім, збільшується у діаметрі й сповільнюється; заднє при цьому зменшується в діаметрі, проходить крізь переднє, тобто вони міняються місцями, і весь процес починається спочатку (так звана «гра» вихрових кілець).